# Taufbecken (Romescamps)

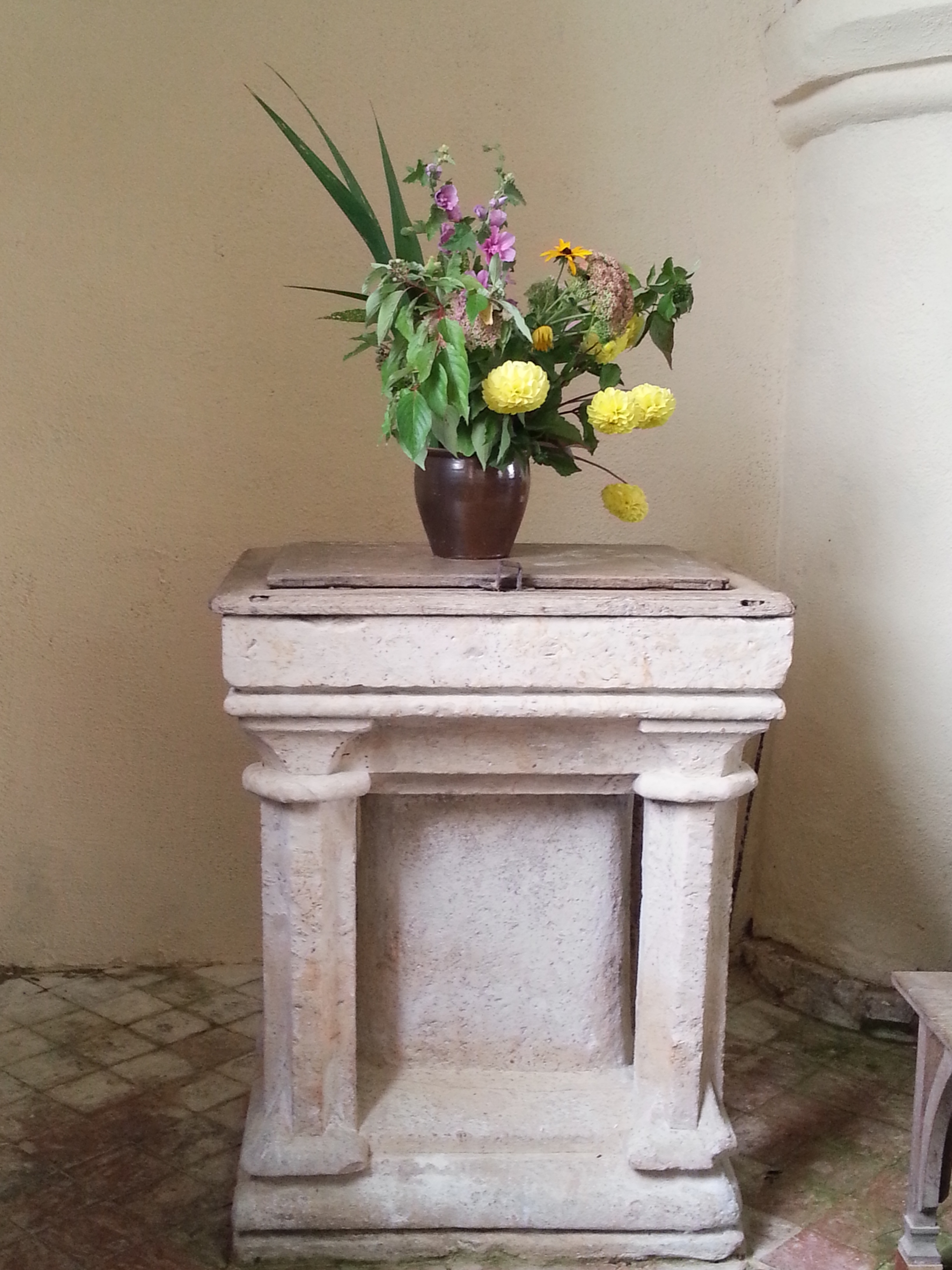
Taufbecken in Romescamps

Das Taufbecken in der katholischen Pfarrkirche St-Jean-Baptiste in Romescamps, einer französischen Gemeinde im Département Oise in der Region Hauts-de-France, wurde im 14. Jahrhundert geschaffen. Im Jahr 1913 wurde das gotische Taufbecken als Monument historique in die Liste der geschützten Objekte (Base Palissy) in Frankreich aufgenommen.
Das 1,13 Meter hohe Taufbecken aus Kalkstein steht auf einer rechteckigen Basis, auf der an den vier Ecken achteckige Säulen mit einfachen Kapitellen stehen. Im rechteckigen Becken ist das Malteserkreuz eingeritzt. 
Der Deckel aus Eichenholz stammt aus dem 18. Jahrhundert.